# Хохдон
Хохдон (нем. Hochdonn) — община в Германии, в земле Шлезвиг-Гольштейн.
Входит в состав района Дитмаршен. Подчиняется управлению КЛьГ Бург-Зюдерхаштедт. Население составляет 1234 человека (на 31 декабря 2010 года). Занимает площадь 5,46 км².

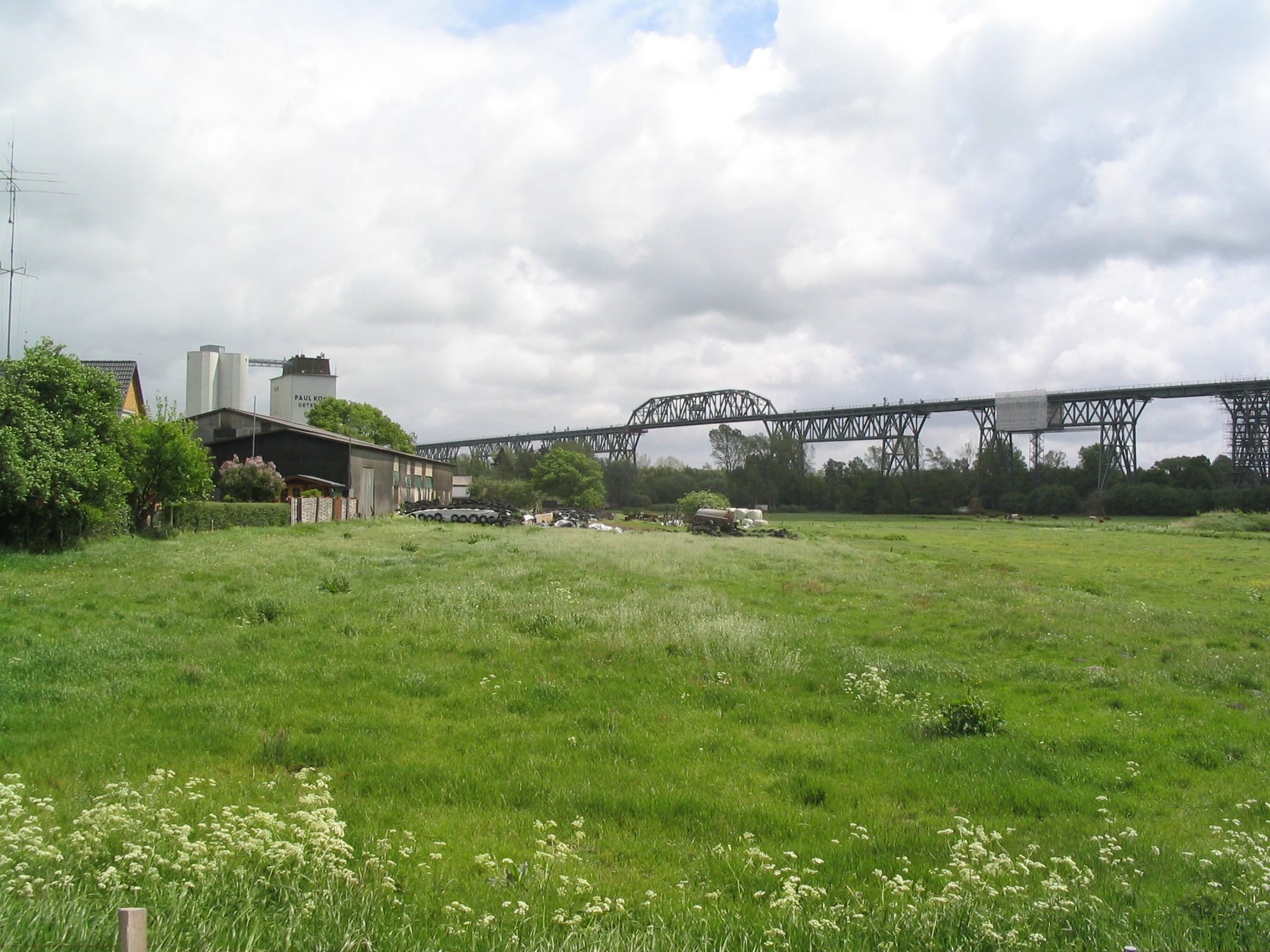
Хохдон

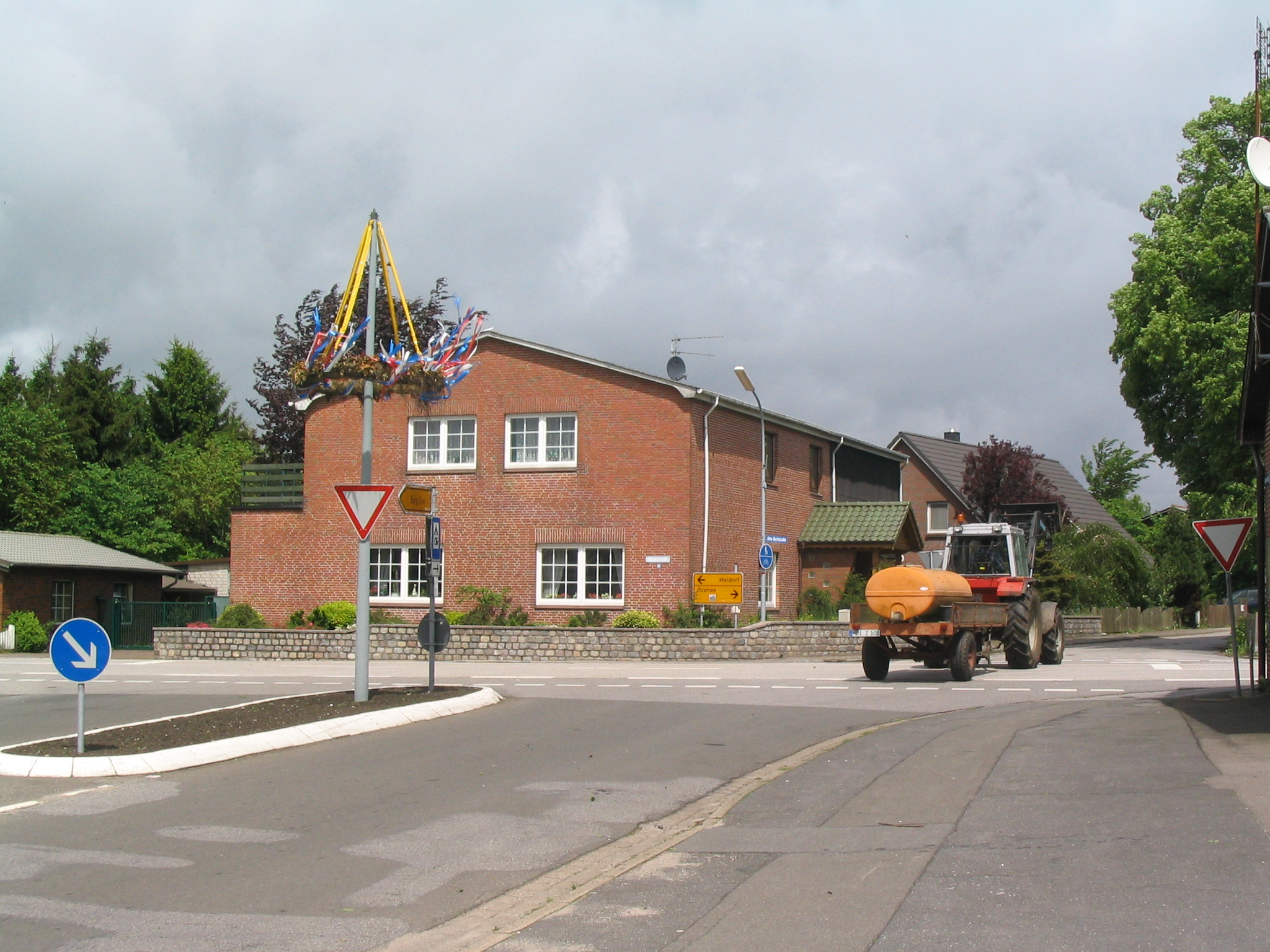
Хохдон